# Tetraponera siggi
Tetraponera siggi é uma espécie de formiga do gênero Tetraponera, pertencente à subfamília Pseudomyrmecinae.